# 3628-as busz
A 3628-as jelzésű autóbusz helyközi autóbuszjárat volt Hatvan és Visonta között. Iskolai előadási napokon kettő járat szállította az utasokat. Menetideje 80 perc, útvonalának hossza 56 km volt. Az egyik járat Hatvan és Lőrinci, Selyp között közlekedett.
2024. július 1-jével a Volánbusz Zrt. megszüntette az autóbuszvonalat, az utolsó járat 2024. június 21-én közlekedett.

## Megállóhelyei
| 0  | Hatvan, Autóbusz-pályaudvar végállomás | 348, 406, 407, 409, 410, 412, 414 1037, 1039, 1040, 1063, 1306, 1427, 1467 3448, 3600, 3601, 3602, 3604, 3605, 3607, 3610, 3612, 3622, 3624, 3626, 3640, 3641, 3652, 3675, 3678, 4681, 4686 |
| 1  | Lőrinci, petőfibányai elágazás         | 1020, 1024, 1031 3602 |
| 2  | Vörösmajor                             | 3064, 3226, 3602, 3603, 3607, 3678 |
| 3  | Lőrinci, Selyp végállomás              | 1021, 1037 3600, 3601, 3602, 3603, 3604, 3605, 3607, 3677, 3678, 3679 |
| 4  | Petőfibánya, autóbusz-váróterem        | 1037 3600, 3601, 3602, 3603, 3604, 3605, 3607, 3677, 3678, 3679 |
| 5  | Rózsaszentmárton, ecsédi elágazás      | 1039 3610, 3677, 3678, 3680, 3698 |
| 6  | Rózsaszentmárton, autóbusz-váróterem   | 1039 3610, 3677, 3678, 3680, 3698 |
| 7  | Rózsaszentmárton, ÁFÉSZ                | 1039 3610, 3677, 3678, 3680, 3698 |
| 8  | Szűcsi, bisztró                        | 1039 3677, 3678, 3680, 3698 |
| 9  | Gyöngyöspata, szűcsi elágazás          | 1039, 1301, 1305, 1308 3677, 3678, 3680, 3698 |
| 10 | Gyöngyöstarjáni elágazás               | 1305, 1308 3677, 3678, 3680, 3698 |
| 11 | Gyöngyös, gyöngyösoroszi elágazás      | 1305, 1308 3677, 3678, 3680, 3681 |
| 12 | Gyöngyös, Szent Bertalan templom       | 1, 1A 1305, 1308 3650, 3652, 3677, 3678, 3680, 3681, 3691, 3694, 3697, 3691, 3694, 3697, 3698 |
| 13 | Gyöngyös, autóbusz-állomás             | 1A 1040, 1044, 1045, 1046, 1049, 1050, 1054, 1066, 1068, 1069, 1301, 1305, 1308, 1348, 1427, 1469, 1515 3445, 3448, 3471, 3492, 3604, 3612, 3650, 3652, 3655, 3656, 3660, 3662, 3663, 3664, 3665, 3666, 3670, 3671, 3675, 3677, 3678, 3679, 3680, 3681, 3688, 3691, 3693, 3694, 3696, 3697, 3698, 4602, 4653 |
| 14 | Visonta, irodaház                      | 3679, 3683, 3684, 3691, 3692, 3693, 3694, 3695, 3696, 3697, 3698 |
| 15 | MVM Mátra Energia Zrt. végállomás      | 3679, 3683, 3684, 3691, 3692, 3693, 3694, 3695, 3696, 3697 |